# Umm Salal (Gemeinde)
Umm Salal (arabisch أم صلال, DMG Umm Ṣalāl) ist eine von acht Gemeinden Katars. Die Hauptsiedlung ist die gleichnamige Stadt Umm Salal. Die Gemeinde hatte bei der Volkszählung von 2015 insgesamt 90.835 Einwohner.
Umm Salal grenzt im Südosten an Doha, im Süden an ar-Rayyan, im Westen an asch-Schahaniyya, im Norden an al-Chaur und im Osten an ad-Daʿayan. Als einzige der acht Gemeinden in Katar hat sie keinen Meerzugang. Die Gemeinde nimmt ungefähr 2,7 % des Territoriums von Katar ein und ist relativ klein. Die Landschaft besteht aus vielen Freiflächen und Felsformationen.

## Geschichte
Als Gemeinde wurde Umm Salal 1972 zusammen mit den vier anderen ursprünglichen Gemeinden Katars gegründet. Am 29. November 1974 wurde die Gemeindeverwaltung eingeweiht.

## Demografie
| März 1986 | März 1997 | März 2004 | April 2010 | April 2015 |
| --------- | --------- | --------- | ---------- | ---------- |
| 9.448     | 15.935    | 25.413    | 60.509     | 90.835     |